# Николов, Лазар
Ла́зар Ко́стов Нико́лов (болг. Лазар Костов Николов; 26 августа 1922, Бургас, Болгария — 7 февраля 2005, София, Болгария) — болгарский композитор, пианист и педагог. Народный артист НРБ.

## Биография
В 1947 году окончил Академию музыки в Софии (класс фортепиано у Панчо Владигерова класс композиции у Димитра Ненова). Писал в основном инструментальную музыку. С 1961 года профессор Болгарской консерватории. В 1965—1969 годах секретарь, а в 1994—1999 годах председатель Болгарского Союза Композиторов. Писал музыку для театра и кино.
Женат на польке Анне-Лидии Николове; у них двое детей: Ивайло Николов (музыкант) и Детелина Николова (аниматор).

## Сочинения
- опера «Прикованный Прометей» (1965, София)
- опера «Наша родня» (1971, по повести Ивана Вазова)
- симфония № 1 (1951)
- симфония № 2 (1962)
- симфония № 3 (1979)
- симфония № 6 (2000)
- Концерт для струнного оркестра (1949)
- Концерт для фортепиано и камерного оркестра (1964)
- «Симфонии для 13 струнных инструментов» (1965)
- «Дивертимент» для камерного оркестра (1968)
- сюита «Празник» (1980)
- «Ленто» для симфонического оркестра (1990)

## Награды
- 1984 — Народный артист НРБ
- 1997 — Орден «Стара-планина» I степени
- Почётный гражданин Бургаса